# Whatever You Want
Whatever You Want je dvanácté studiové album britské rockové skupiny Status Quo; třetí, které produkoval Pip Williams. Album vyšlo v říjnu 1979 u vydavatelství Vertigo Records. Na CD album poprvé vyšlo v roce 1991, přičemž CD obsahovlo i album Just Supposin'. V roce 2005 vyšlo album znovu na CD doplněno o několik bonusových skladeb.

## Seznam skladeb
| Pořadí         | Název               | Autor                | Délka |
| -------------- | ------------------- | -------------------- | ----- |
| 1.             | Whatever You Want   | Parfitt, Bown        | 4:04  |
| 2.             | Shady Lady          | Rossi, Young         | 3:00  |
| 3.             | Who Asked You       | Lancaster            | 4:00  |
| 4.             | Your Smiling Face   | Parfitt, Bown        | 4:25  |
| 5.             | Living on an Island | Parfitt, Young       | 4:48  |
| 6.             | Come Rock with Me   | Rossi, Frost         | 3:15  |
| 7.             | Rockin' On          | Rossi, Frost         | 3:25  |
| 8.             | Runaway             | Rossi, Frost         | 4:39  |
| 9.             | High Flyer          | Lancaster, Young     | 3:47  |
| 10.            | Breaking Away       | Rossi, Parfitt, Bown | 6:44  |
| Celková délka: | Celková délka:      | Celková délka:       | 42:12 |

| Bonusy na reedici z roku 2005 | Bonusy na reedici z roku 2005        | Bonusy na reedici z roku 2005 | Bonusy na reedici z roku 2005 |
| Pořadí                        | Název                                | Autor                         | Délka                         |
| ----------------------------- | ------------------------------------ | ----------------------------- | ----------------------------- |
| 11.                           | Hard Ride                            | Lancaster, Green              |                               |
| 12.                           | Bad Company (demo)                   | Williams, Hutchins            |                               |
| 13.                           | Another Game in Town (demo)          | Rossi, Frost                  |                               |
| 14.                           | Shady Lady (demo)                    | Rossi, Young                  |                               |
| 15.                           | Rearrange (demo)                     | Rossi, Frost                  |                               |
| 16.                           | Living on an Island (singlová verze) | Parfitt, Young                |                               |

## Obsazení
- Francis Rossi – kytara, zpěv
- Rick Parfitt – kytara, zpěv
- Alan Lancaster – baskytara, zpěv
- John Coghlan – bicí
- Andy Bown – klávesy